# Peja (Rapper)

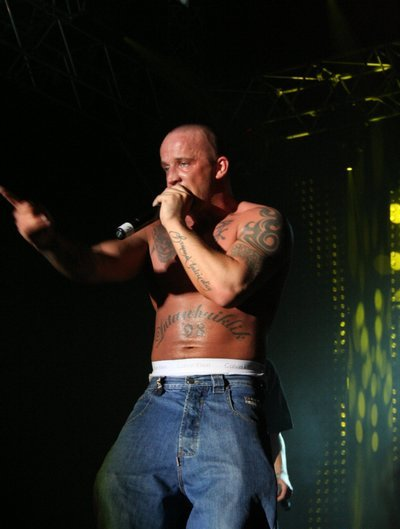
Peja, 2008

Peja (auch Rychu Peja SoLUfka, Charlie P.; eigentlich Ryszard Andrzejewski; * 17. September 1976 in Posen) ist ein polnischer Rapper.

## Werdegang
Peja wuchs im Posener Stadtteil Jersitz (Jeżyce) in einer Arbeiterfamilie auf; seine ersten Demo-Tapes nahm er zu Hause auf.
Im Jahre 1993 gründete er zusammen mit seinem Rapperkollegen Marcin Kostrzewski (Ajsmen) die polnische Rap Crew Slums Attack (auch als SLU GANG bekannt). Als Ajsmen die Gruppe verlassen hatte, kam Dariusz Działek (DJ Decks) dazu, mit dem er das Projekt Slums Attack weiterführte. Als Slums Attack hat Peja bis jetzt sieben Alben veröffentlicht. Peja gründete zusammen mit Łukasz Wiśniewski (Wisnix) im Jahr 2000 die Hip-Hop-Gruppe Ski Skład die nach einem Album, 2004 auseinanderging.
2002 wurde Peja und Slums Attack für ihr Album Na legalu? mit dem wichtigsten polnischen Musikpreis Fryderyk ausgezeichnet. 2009 erhielt das Album Styl życia G’N.O.J.A eine Goldene Schallplatte.

## Diskografie

### Mit Slums Attack
- 1996: Slums Attack
- 1997: Zwykła codzienność (dt.: Normaler Alltag)
- 1999: Całkiem nowe oblicze (dt.: Völlig neues Ausmaß)
- 2000: I nie zmienia się nic (dt.: Und nichts ändert sich)
- 2001: Na legalu? (dt.: Legales Album?) (PL: Platin)
- 2005: Najlepszą obroną jest atak (dt.: Angriff ist die beste Verteidigung) (PL: Platin)
- 2006: Fturując (dt.: "Featuring") (PL: Gold)
- 2006: Szacunek ludzi ulicy (dt.: Respekt der Menschen der Straße) (PL: Platin)
- 2011: Reedukacja (dt.: Umerziehung) (PL: Platin)
- 2012: CNO2 (von Całkiem nowe oblicze 2 dt.: Völlig neues Ausmaß 2)
- 2014: Na legalu? (2014) (dt.: Legales Album?) (PL: Gold)
- 2017: Remisja (PL: Gold)
- 2019: 25_Godzin (PL: Gold)

### Mit Ski Skład
- 2003: Wspólne Zadanie (dt.: Gemeinsame Aufgabe)

### Als Rychu Peja SoLUfka (Solo)
- 2008: Styl życia G’N.O.J.A. (dt.: Lebensstil eines Mistkerls) (PL: Gold)
- 2009: Na serio (dt.: Ernsthaft)[2] (PL: Platin)
- 2010: Czarny Wrzesień (dt.: Schwarzer September)
- 2016: Książę aka. slumilioner (PL: Platin)

### Singles (mit Auszeichnungen)
- 2019: Życie i samotność (Glaca feat. Peja, PL: Platin)